# 1991 QJ
1991 QJ är en asteroid i huvudbältet som upptäcktes den 31 augusti 1991 av den japanska astronomen Satoru Otomo i Kiyosato.
Asteroiden har en diameter på ungefär 3 kilometer.